# Hoplostethus melanopus
Hoplostethus melanopus är en fiskart som först beskrevs av Max Carl Wilhelm Weber, 1913.  Hoplostethus melanopus ingår i släktet Hoplostethus och familjen Trachichthyidae. Inga underarter finns listade i Catalogue of Life.